# (199) Byblis
Pour les articles homonymes, voir Biblis (homonymie).
(199) Byblis est un astéroïde de la ceinture principale découvert par Christian Peters le 9 juillet 1879. Son nom fait référence à Byblis, un personnage de la mythologie grecque.

## Compléments